# Brisbane QTC Tennis International II 2025
Das Brisbane QTC Tennis International II 2025 war der Name eines Tennisturniers der ATP Challenger Tour 2025 für Herren  sowie eines Tennisturniers der ITF Women’s World Tennis Tour 2025 für Damen, welche zeitgleich vom 3. bis 9. Februar 2025 in Brisbane stattfanden.